# Sands (Fladungen)

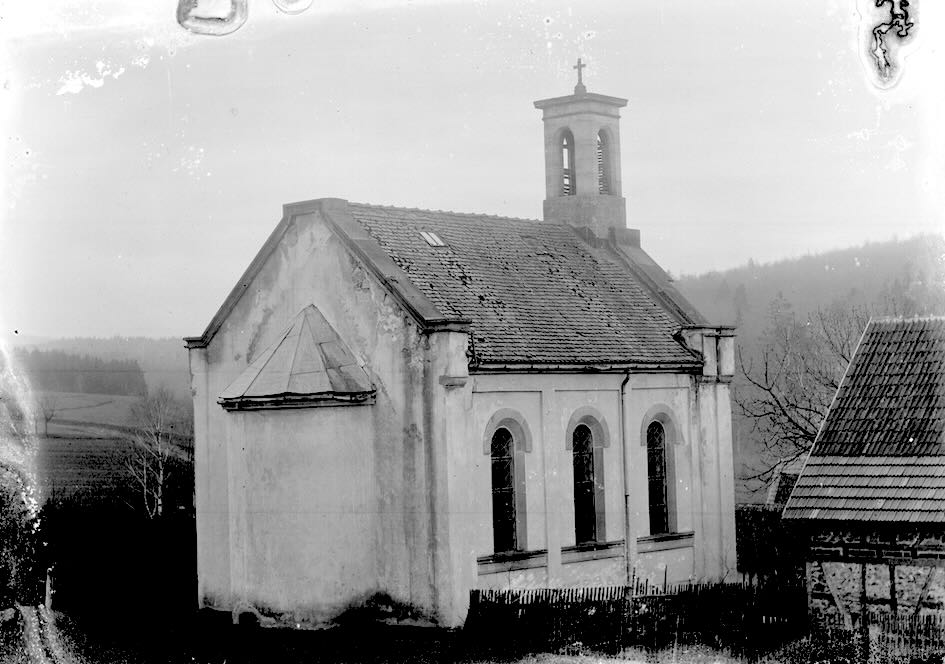
Foto der Kirche von Anton Tretter um 1900

Sands ist ein Gemeindeteil der Stadt Fladungen im unterfränkischen Landkreis Rhön-Grabfeld in Bayern. Die Gemarkung Sands hat eine Fläche von 2,295 km². Sie ist in 165 Flurstücke aufgeteilt, die eine durchschnittliche Flurstücksfläche von 13910,40 m² haben.

## Geografie
Das Kirchdorf liegt in einer Waldlichtung an der Oberen Grund, dem rechten Oberlauf der Sulz. Die Kreisstraße NES 30 führt an der Schlagmühle vorbei zur Kreisstraße NES 31 bei Fladungen (2,8 km westlich) bzw. zur Kreisstraße NES 32 bei Willmars (4 km südöstlich).

## Geschichte
Die Siedlung entstand um ein Rittergut der Herren von Marßfeld und wurde 1655 erstmals genannt. Der Ortsname nimmt Bezug auf die Bodenbeschaffenheit. Nachfolgend waren die Marschalk von Ostheim Besitzer des Rittergutes, das zum Ritterkanton Rhön-Werra gehörte. Gegen Ende des 18. Jahrhunderts saßen darauf die Stein zu Nord- und Ostheim. Zu dieser Zeit bestand der Ort aus 18 Häusern mit 69 Einwohnern.
Mit dem Gemeindeedikt (frühes 19. Jahrhundert) wurde die Ruralgemeinde Sands gebildet. Sie unterstand ursprünglich in Verwaltung und Gerichtsbarkeit dem Landgericht Fladungen, seit dessen Auflösung im Jahr 1928 dem Landgericht Mellrichstadt.
Im Zuge der Gebietsreform in Bayern wurde die Gemeinde Sands am 1. Juli 1971 in die Stadt Fladungen eingegliedert.

## Baudenkmäler
- Henneberger Straße 13: Evangelische Kirche
- Schloßweg 1: Laufbrunnen
- Schloßweg 8: Fachwerkhaus